# Diary (canção de Charli Baltimore)
"Diary..." deveria ser o single cargo para o álbum "The Diary (You Think You Know)" da rapper Charli Baltimore em transferência para a gravadora Murder Inc Records. Apesar dos rumores em torno de Charli e a gravação do álbum, o single não foi promovido e recebeu pouca circulação na industria. Isto é principalmente devido ao single ser lançado apenas como uma promoção, sem vídeo para acompanhá-lo. Apesar de o álbum não ter sido lançado e o single não ter recebido tanta atenção, Charli foi indicado ao Grammy Awards em 2003 como Melhor Performance de Rap Solo com a música, mas perdeu para Missy Elliott.

## Faixas
| Edição padrão |                                     |         |  |
| N.º           | Título                              | Duração |  |
| 1.            | "Diary... (Clean)"                  |         |  |
| 2.            | "Diary... (Instrumental)"           |         |  |
| 3.            | "Diary... (Call Out Research Hook)" |         |  |

## Awards
| Ano  | Award         | Categoria                     | Resultado |
| ---- | ------------- | ----------------------------- | --------- |
| 2003 | Grammy Awards | Melhor desempenho solo de rap | Indicado  |

## Créditos
- Mix – Brian Springer
- Produção – Chink Santana
- Produção, Mix – Irv Gotti
- Gravação – Milwaukee Buck
- Composição – Andre Parker, Irving Lorenzo e Tiffany Lane